# Општа болница Суботица
Општа болница Суботица, основана 1. октобра 1841. године, једна је од најстаријих државних здравствена установа у Војводини секундарне здравствене заштите, која пружа доступну, свеобухватну, континуирану, безбедну специјалистичко-консултативну и стационарну здравствену зашту уз поштовање хуманог односа, поштовања етичких принципачипа за подручје Севернобанатског управног округа, коме гравитира око пола милиона становника. Установа у свом саставу има 850 болесничкиг кревета на у којима раде здравствени радници различитих специјалности и медицинско и немедицинско особље разних струка.
У складу са критеријумима и условима организовања, у Општој болници Суботица пружају се услуге здравствене заштите; одређеној групацији становништва, за одређене болести или групе болести, за једну или више грана медицине, односно области у редовном поступку лечења болести или у хитним медицинским стањима. 

## Називи
Градска болница Суботица (1841—1897) — Општа болница Суботица (1897—1919)— Градска јавна болница Суботица (1919—1941) — Градска болница Суботица (1944—1946) — Покрајинска болница (1947—1950) — Градска болница Суботица (1950—1967) — Општа болница Суботица (1967—1975) — Медицински центар Суботица (1975—1996) — Здравствени центар Суботица (1996—2008) — Општа болница Суботица (од 2008)

## Историјски услови који су претходили оснивању болнице
Након уласка у састав Хабзбуршке монархије, Суботица је укључена у састав хабзбуршке Војне границе. Повељом царице Марије Терезије (1717—1780), Суботица је 1743. године проглашена привилегованом краљевском камералном варошицом (трговиштем) Сент Марија (Privilegiatum Oppidum Regio Cameralis Szent Mária) и добила своју управну власт - Магистрат (унутрашњи сенат) и изабрану ( заклету) општину - спољни сенат (iurata communitas). Власт у Суботици имала је у својој надлежности и одређена права и слободе у административним пословима, као и право изрицања смртне казне "право мача" (ius gladii).
У периоду од 1746. до 1752. године у Субоици се јављају и први „медицински радници”: ранари-бербери (или „хирурзи” како су их звали) међу којима су били познатији Ме Тома Сауер и Стефан Ленард, и прве „заклете” бабице. Ранар су по потреби вршили и дужност мртвозорника а заједно са бабицама и дужност судског вештака.
Суботица која се релативно брзо развијала с краја 18. века и с почетка 19. века постала је значајно место привредног, друштвеног и културног живота у овом делу Панонске низије. У њу су се досељавали становници разних професија, разне националности и вероисповести, који су развијали трговину и занатство. Почела је и урбанизација града, исушивањем бара и мочвара у граду и околини, и оснивање културно-просветних друштва.
Међутим развој града није пратио и одговарајући развој здравствене заштите. Иако је још 1754. издата од виших власти Окружница према којој су лекари, хирурзи и апотекари морали полагати испите на Медицинском факултету а бабице код магистра обстетриције или градског физикуса, градске власти, чак и после доношења Општег норматива о организацији здравствене службе, нису придавали довољан значај тој области. Тако је у граду, поред дипломираних лекара (градских физика), хирурга, апотекара и „испитаних” бабица (Examinates Obstetrices), паралелно радио и већи број ранара-бербера, нешколованих бабица и других немедицинских лица пружалаца здравствене помоћи становништву.
У граду је владала је још традиционална медицина, па се народ у невољи обраћао народним лекарима, траварима, видарима, врачарама и другим нешколованим особама, а жене су се при порођају обраћале старим, искусним „вештим” женама или су се без ичије помоћи порађале.
Присутна је била и религиозна медицина, медицина свештеника и калуђера који су поред духовног охрабрења и молитвама, неком
врстом магијског уверавања и обреда, пружали болеснима и одређену „медицинску” помоћ (лековито биље у облику чаја) јер су као образовани били упознати и са медицинским сазнањима тог времена.
Забележено је, такође, да су многа мала деца у Суботиици због болести умирала јер није било школованих бабица које би саветовале мајке како да се понашају око новорођеног детета с једне стране, а са друге многе мајке су биле заузете другим пословима и имале су мало времена да се посвете детету.
Прве школоване бабице у Суботици почеле су са радом с караја 18. века и оне су биле на Градском буџету. Бабице су пружале само помоћ породиљама а у компликованим случајевима позивале су градског физкуса, уз чију сагласност су могле прописивати трудницама и женама после порођаја. Да би заштитиле плод биле су обавезне да пријављују све труднице као и оне жене за које су сматрале да су у другом стању. Сиромашним породиљама пружале су бесплатну помоћ и после порођаја а имућнијим породиљама наплаћивале су услуге према прописаном ценовнику. Такође су давале трудницам мишљење о потреби боловања, а учествовале су при судском вештачењу и доношењу одлука у случајевима силовања, побачаја или чедоморства.
Град све до 1841. није имао наменску болничку зграду, а Убошки дом, набијаница са тршчаним кровом, земљани под и двориштем, две собе и кухињом без бунара и нужника, лоциран на крају града био је неподобна и нехигијенска кућа за смештај сиромаха.
Покушаји да се болничка зграда изгради дуго нису доносили резултате, све до доласка др Антон Стробла (1765—1830) са дипломом доктора медицине, хирургије, акушерства, ветерине, тржишне и полицијске медицине, који је покушавао за време док је био главни градски физик (1792—1828), да лечи оболеле сиромахе. На његову иницијативу, Убошки дом, називан и Domus Hospitalis, Nosocomium odnosno Hospitalium често је поправљан.

## Оснивање и развој
Како је према извештају из 1837. године стари Убошки дом и даље служио као „болница” а новоподигнити из 1836. године није био погодан за лечење оболелих сиромаха. Поново је извештају предложено да се размотри могућност изградње једне болничке зграде, тим више што је здравствено збрињавање у граду све теже било спроводити „и због лоших хигијенски услова у старом Дому: у коме су у једној соби лежали болесни које лече физик и хирург а у другој они које контролише Магистрат јер су немоћни за било какав рад.”
Сталне молбе и упозорења ранијих али и садашњих градских физика коначно су покренуте са мртве тачке. Магистрат је 1839/40. године донео Одлуку о куповини куће наследника Антуна Транчик, јер је према процени Комисије, формиране у ту сврху, зграда уз мање поправке погодна за потребе болнице и јефтинија је инвестиција од градње нове зграде.
По одобрењу виших власти у Пешти кућа је купљена, приступило се адаптацији и сачињен је Правилник о раду болнице тзв. Систем вештине болницом која се подиже у слободном краљевском граду Суботица.

### Прва градска болница
Др Антун Ковач постављен је за првог управника новоосноване болнице, која је званично почела са радом 1. октобра 1841. када је и била спремна да прими прве болеснике. Управник болнице је уједно прегледавао и лечио оне са болестима унутрашњих органа док је др Ференц Романчик (?-1855), градски хирург хонорарно радио и збрињавао болеснике са хируршким обољењима. У болници су те године радили: лекар-управник, хирург, економ (Алберт Лазар), благајник (Лазар Стојковић), нешколовани болничари јеловничарка (која је припремала храну према одредбама лекара).
Од 1. октобра до 31. децембра 1841. године, када је у болница оворена, у њој је лечено 11 пацијената; од којих је отпуштено 6 као излечени, 3 као опорављени а 2 болесника су умрла.
Обдукције за потребе града и болнице вршене су у просторијама мртвачнице дозидане уз Убошки дом који је био премештен са старог места у једну преуређену кућу у близини болнице, јер није био прихваћен предлог др А. Ковача да се у дворишту болнице изгради Убошки дом и посебне просторије за умоболне.
На дужности управника болнице др Анон Ковач био је до 1861. године, када је на његово место постављен др Липот Милко, доктор медицине, хирургије и опстетриције, за новог болничког руководиоца. Те године на рад у болници примљена је и Јелена Сарић, као неговатељица.
Као управник болнице др Липот Милко подигао је ниво рада отварањем Одељења за очне болести (са 7 кревета) и одељења за умоболне болеснике (са 5 кревета) и перионице.
Године 1878, у дворишту болнице, подигнута је зграда за умоболне са пет ћелија, мртвачницом, салом за обдукције и пероницом.
Управник Грађанске болнице од 1884. до 1888. године био је Шандор Кертес, а у њој су радили и лекар-управник, др Пал Брук, лекар опште медицине и др Адолф Вилхајм у болници за очне болести (која је основана 1884. у адаптираној кући Антала Бироа крај Војне болнице на Сењаку. и имала је 30 болесничких кревета.
Године 1886. подигнута је и Градска болница за инфективне болести у југоисточном делу Суботице због епидемије великих богиња.

### Новоизграђена Прва грађанска болница у Суботици (1897—1941)
Крајем 19. века Прва грађанска болница у Суботици била је малог капацитета и поред проширења Одељењем (Болницом) за очне болести, Одељењем за умоболне болеснике и Одељењем (Волницом) за инфективне болести, јер се број становника развојем града непрестано повећао а тиме и број пацијената.
На предлог Лазара Мамужић (1849—1916), градоначелника Суботице (1884—1902) за изградњу нове Болнице са 160 болесничких кревета, расписан је конкурс за израду пројекта. Од 11 предлога прихваћен је пројекат број 4 (архитекте Јаноша Бобуле из Будимпеште). Градња је предвиђена да почне 1890. године, но иста је Из оправданих разлога, уместо 1890. године изградња је започета 1893. а завршена почетком 1897. године.
У суботичкој болници основаној 1897. године, саграђеној у осам павиљона, са 160 болесничких кревета, било је запослено поред вишег медицинског кадра, 17 часних сестара, 1 бабица и 4 болничара а по потреби примана су и друга лица, којих је према Правилник о раду болнице из 1905. године, током 1910. године у болници било 38.
Међутим, неколико година након отварања нових павиљона болничка управа се суочила са чињеницом да је повећани број хоспитализованих болесника захтевао даља проширења доградњом спрата на приземним павиљонима, односно адаптацију постојећих просторија у појединим павиљонима. 
| „ | Наиме док је годишње кретање болесника 1897—1898. године било око 1.600, дотле је 1911. године забележено око 4.000, па је број болесничких кревета те године повећан на 410. Поред проширења Одељења за очне болести и Одељења за умоболне, постојали су планови за проширење и осталих одељења, али године Првог светског рата спречиле су такве намере. | ” |

Први курсеви за болничаре у Болници су први пут организовани тек 1914. године уочи почетка Првог светског ратарата. Током Великог рата у Болници су радиле добровољно болничарке са завршеним курсом за пружање медицинске помоћи рањеницима.
У Суботици је 1905/6. било 34 лекара, 1907. - 38, колико их је било и 1915. године. 

#### Болница између два светска рата
По уласку у нову државу, Краљевину Југославију у складу са потписаним међународним уговорима, становништву је остављено право опције (могућност пријема држављанства у новонасталим државама на темељима Монархије), коју користе неки лекари, и напуштај Суботицу и одлазе, већином у Мађарску. Са друге стране, тече процес досељавања у град, у коме пристиже и већи број лекара, из других делова земље. Број лекара у 1927. години по Адресару за Суботицу увећао се на 63.
Према Правилнику о раду Градске јавне болнице града Суботице (глава 5, параграф 30 из 1934 године) запослено је било 56 часних сестара, 3 бабице и 4 болничара који су морали имати прописану спрему да би пружали негу болесницима. А према Правилнику Градске јавне болнице града Суботице, током 1934. године Одржавани су курсеви прве помоћи (Самарјански курсеви) ради обуке и образовања у пружању неге и медицинске помоћи болесницима и рањеницима односно курсеви за добровољне болничарке.
Између два светска рата у болници су основана следећа одељења:
- Болничка апотека коју је водила часна сестра Елија Шен до 1942. године, основана је 1926. године.
- Одељење за гинекологију и акушерство изграђено је 1937. године и остало је под руководством шефа Хируршког одељења, све до 1945. године, када је постало самостално.
- Одељење за болести ува, носа и грла основано је 1939. године.

Крајем 1941. године у болници су радиле 32 часне сестре, 3 бабице, 5 неговатељица и 6 болничара.

### Болница након Другог светског рата
Крај Другог светског рата оставио је за собом тешку ситуацију у Суботици, у економском, привредном, грађевинском и здравственом погледу. То је изискивало максимална залагања усмерена ка циљу што бржег завршетка сукоба на преосталим ратним поприштима као и нормализације живота на слободним територијама.
Ослобођењем Суботице 10. октобра 1944. године, здравствена служба нашла се пред низом проблема, који су тражили одређена решења. Прво је требало решити дефицит у медицинским кадровима како би се пружила неопходна здравствена помоћ грађанству али и рањеним и болесним борцима, заробљеницима, логорашима и расељеним лицима. У таквим условима требало је уложити велике напоре да би се заштитило здравље популације са кадровски малобројном службом, па су у том циљу у Суботици формирана два здравствена центра: 
- Војни (са више домаћих и руских болница у Суботици)
- Цивилни са Грађанском болницом и здравственим станицама као и приватном лекарском праксом.[40]

#### Општа болнице у другој половини 20. века
После Другог светског рата уследило је пресељавање појединих одељења Болнице из једног у други павиљон што је диктирано бројем болесника из одређених група болести (нпр повећани број болесника са интерничким, а смањен број болесника са кожно-венеричним болестима). Отварају се нова одељења, кабинети и станице а града се и посебни павиљони, овим редоследом: 
- Одељење за дечје болести основано је 1947. године под руководством др Јулије Волф - Волф Јулије (1887—1954). -
- Кабинет за рендгенолошка дијагностику основано је 1946-1947. под руководством др Марцела Јагић (1901—1990).
- Одељење за туберкулозне болеснике основано је 1948-1949. у приземју павиљона „Б” под руководством др Аурел Милка (1900—1985).
- На спрату „Б” павиљона болнице смештено је Интерно одељење, а пододељења за кожно-венеричне болести постаје самостално 1945. године
- Клиничка лабораторија отворена је 1945-1946. под руководствомдр Аладаре Шафер, а биохемијска лабораторија основана је 1948. године у просторијама Санитарно-епидемиолошке станице (градска кућа) из које прелази у болницу 1954. године.
- Станица за трансфузију крви коју воде хирурзи, основана је 1953. године.
- Павиљон (одељење) за рендгенолошка дијагностику и радио-терапију изграђен је 1957-1958. године; набављени су нови Ртг-апарати. - На Одељењу за хирургију отворена је соба за полуинтензивну негу, уведене су многе лабораторијске анализе као преоперативна припрема, уведене су ендотрахеална и хибернатна наркоза и др.
- Доласком специјалисте за патолошку анатомију и хистологију, 1. априла 1961. године, адаптиран је павиљон за обдукције и у њему основоване: савремена сала за обдукцију, фото-лабораторије, лабораторије за припрему пато-хистолошких препарата, микроскопију и др. под руководством првог лекара специјалисте - патолога у Суботици, др Ладислава Швраке. По изградњи нове болничке зграде 1971/72. године, одељење за патолошку анатомију пресељено је у адекватније просторије нове зграде.[42]
- Одељење за инфективне болести постаје самостално 1959. године доласком др Стипана Филиповића (1920—2002), специјалисте за инфективне болести.
- Одељење за рехабилитацију отворено је у новоизграђеном павиљону 1960-1961. године под руководством др Петра Пољаковића.

Нова болничка зграда
Током 1960/61 године почела је изградња нове вишеспратне болничке зграде из самодоприноса грађана. Нова зграда болнице завршена је током 1971. године и уз преуређење старих зграда-павиљона болница је сада била у могућности да прими и лечи већи број болесника у 850 болесничкиг кревета и са савременом лабораторијско-рентгенолошком техником. Пратећи савремена медицинска достигнућа нова болничка зграда омогућила је да се отворе и посебна одељења: Одељење за урологију (1971/72.), Одељење за ортопедију и трауматологију (1971/72.), док је станица за трансфузију крви, основана 1953. године, одвојена од одељења за хируршке болести у посебно Одељење 1965. године.

#### Општа болнице у 21. веку
Према препорукама Министарства здравља с почетка 21. века у Болници је обављена реорганизација у циљу рационализације обављања
здравствене делатности. Основани су сектори и службе делатности у болници:
- Сектор хируршких грана медицине (хирургија, ортопедија са трауматологија, урологија, ОРЛ, офталмологија).
- Сектор интернистичких грана медицине (интерна, пулмонологија, инфектологија, неурологија, дерматологија).
- Сектор заједничких медицинских послова (јединица за збрињавање ургентних стања, специјалистичко-консултативни прегледи, анестезиологија са реаниматологијом, дијагностички и терапеутски третман у дневној болници, физикална медицина и рехабилитација, радиологија, патологија и друга дијагностика, апотека и трансфузиологија).
- Службе за педијатрију, гинекологију и акушерство, психијатрију, продужено лечење и негу, те правне, економске, финансијске, техничке и друге сличне службе.[44]

Општа болница има 1.423 запослена здравствена радика. Од тога 166 лекара, специјалиста и субспецијалиста, магистра и доктора наука. Поред лекара болница има још 19 факултетски образованих радника других струка. Највћи број запослених, око 780, чине медицинске сестре и техничари и око 460 радника у заједничким службама, односно помоћно особље.
Како савремена медицинска наука захтева нова архитектонска решења болничке зграде, пружање савремене хигијенско-техничке услове рада, и савремену дијагностику у Општој болници Суботица и даље, се врше нова дограђивања и уређења појединих просторија и зане старе новом савременом опремом.